# Dardenne Prairie
Dardenne Prairie ist eine Kleinstadt (mit dem Status "City") im St. Charles County im Osten des US-amerikanischen Bundesstaates Missouri und Bestandteil der Metropolregion Greater St. Louis. Das U.S. Census Bureau hat bei der Volkszählung 2020 eine Einwohnerzahl von 12.743 ermittelt.

## Geografie
Dardenne Prairie liegt zwischen dem Missouri (rund 15 km südlich) und dem Mississippi (rund 25 km nördlich) rund 60 km westlich des Zusammenflusses beider Ströme. Dardenne Prairie liegt auf 38°45′15″ nördlicher Breite und 90°43′50″ westlicher Länge und erstreckt sich über eine Fläche von 11,31 km².
Im Südwesten grenzt das Stadtgebiet von Dardenne Prairie an das Schutzgebiet August A. Busch Memorial Conservation Area.
Benachbarte Orte sind Lake St. Louis (6,3 km westlich), O’Fallon (6,9 km nordöstlich), Saint Peters (13,9 km östlich), Cottleville (8,6 km ostnordöstlich) und New Melle (19,1 km südwestlich).
Die nächstgelegenen größeren Städte sind St. Louis (58,6 km östlich) und Missouris Hauptstadt Jefferson City (163 km westlich).

## Verkehr
Entlang des südwestlichen Stadtrandes verläuft die Interstate 64, wenige Kilometer nördlich von Dardenne Prairie verläuft die Interstate 70, die die kürzeste Verbindung von Kansas City über St. Louis nach Indianapolis bildet.
Der Durchgangsverkehr wird durch die Interstates um die Stadt herumgeleitet, sodass im eigentlichen Stadtgebiet nur eine Reihe untergeordneter Straßen zusammentreffen.

## Demografische Daten
Nach der Volkszählung im Jahr 2010 lebten in Dardenne Prairie 11.494 Menschen in 3553 Haushalten. Die Bevölkerungsdichte betrug 1016,3 Einwohner pro Quadratkilometer.
Ethnisch betrachtet setzte sich die Bevölkerung zusammen aus 90,7 Prozent Weißen, 3,5 Prozent Afroamerikanern, 0,1 Prozent amerikanischen Ureinwohnern, 3,5 Prozent Asiaten sowie aus anderen ethnischen Gruppen; 1,6 Prozent stammten von zwei oder mehr Ethnien ab. Unabhängig von der ethnischen Zugehörigkeit waren 2,0 Prozent der Bevölkerung spanischer oder lateinamerikanischer Abstammung.
In den 3553 Haushalten lebten statistisch je 2,90 Personen.
33,3 Prozent der Bevölkerung waren unter 18 Jahre alt, 57,1 Prozent waren zwischen 18 und 64 und 9,6 Prozent waren 65 Jahre oder älter. 51,0 Prozent der Bevölkerung war weiblich.

Das jährliche Durchschnittseinkommen eines Haushalts lag bei 96.002 USD. Das Prokopfeinkommen betrug 38.153 USD. 4,2 Prozent der Einwohner lebten unterhalb der Armutsgrenze.